# (620065) 2010 JF210
(620065) 2010 JF210 est un objet transneptunien faisant partie des cubewanos avec un diamètre d'environ 250 km.